# Dike (mitologia)

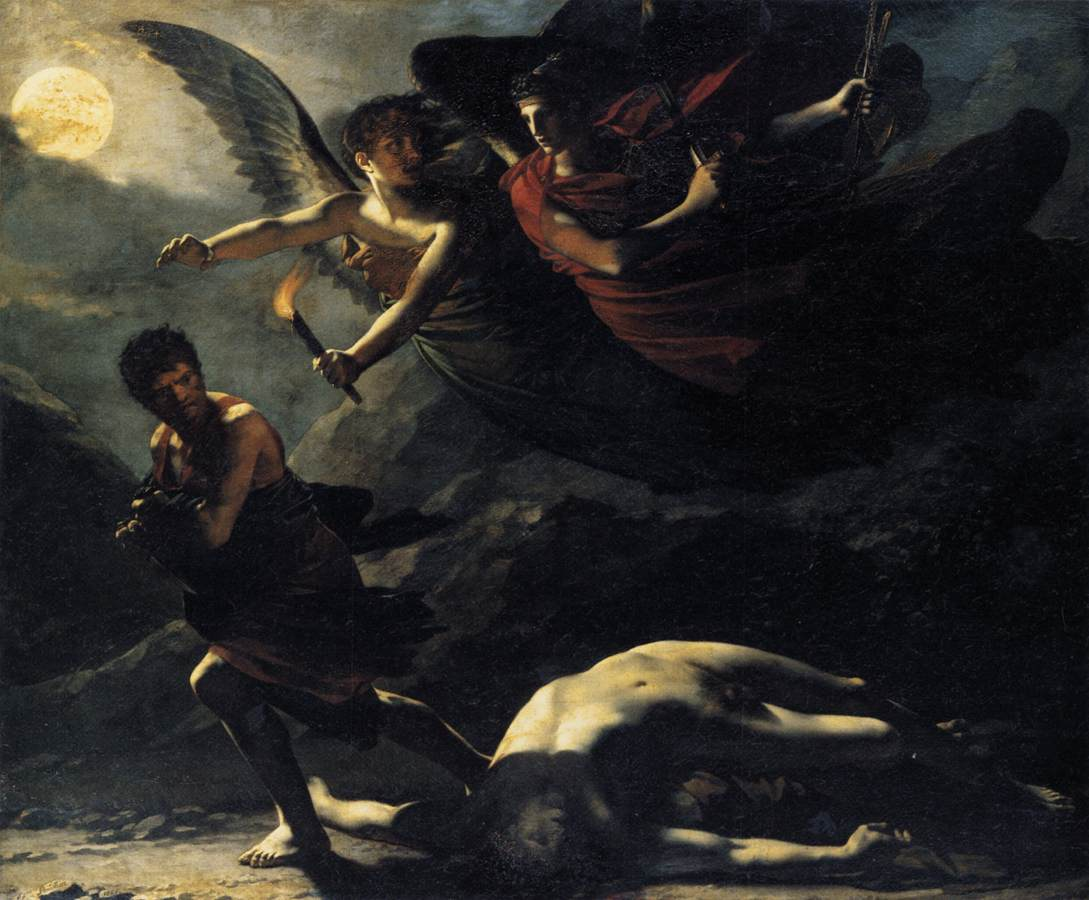
Dike (mitologia)

Dike (stgr. Δίκη Díkē ‘zwyczaj’, ‘sąd’, ‘wyrok’, ‘kara’, łac. Iustitia, Ius ‘sprawiedliwość’, ‘kara’, ‘prawo’) – w mitologii greckiej bogini i uosobienie sprawiedliwości, jedna z trzech Hor. Uchodziła za córkę Zeusa i tytanidy Temidy. Odpowiadała za zachowanie równowagi i porządku w świecie.